# Joseph Crawhall (Maler, 1861)

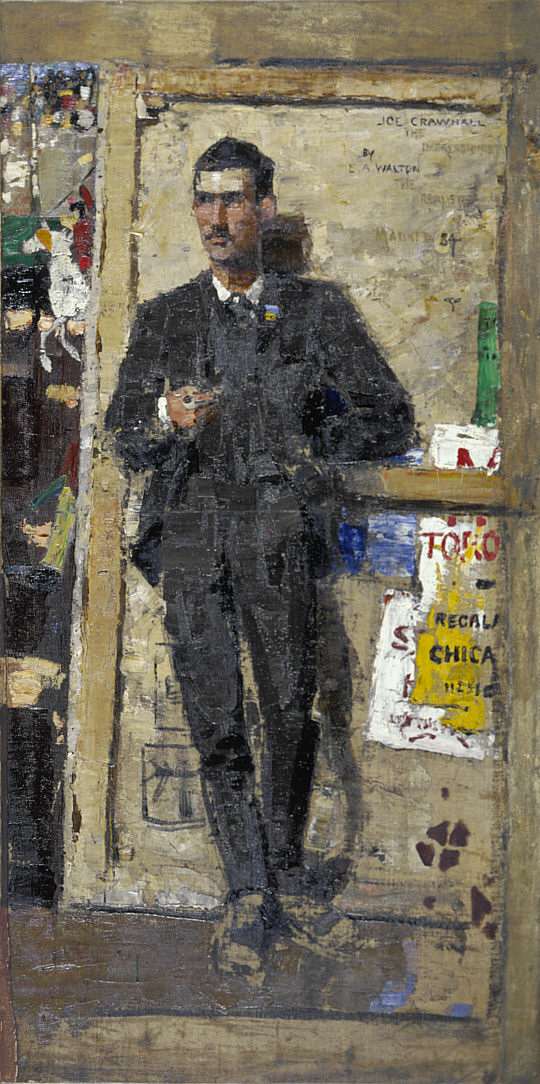
Edward Arthur Walton: Joseph Crawhall

Joseph Crawhall (* 20. August 1861 in Morpeth, Northumberland; † 24. Mai 1913 in London) war ein englischer Maler des Spätimpressionismus und stand in enger Verbindung zu den Glasgow Boys, einer Künstlergruppe aus dem 19. und frühen 20. Jahrhundert.

## Leben und Werk
Joseph Crawhall III. war das vierte Kind und der zweite Sohn von Joseph Crawhall II. und Margaret Boyd. Von 1877 bis 1879 studierte er am King’s College in London. 1882 hielt sich Crawhall gemeinsam mit James Guthrie und Edward Arthur Walton in Paris auf, wo sie sich intensiv mit den französischen Realisten, vor allem mit den Werken von Jules Bastien-Lepage beschäftigten. Crawhall ließ sich dort von Aimé Morot unterrichten, der ihn ermutigte, Bilder weitestgehend aus dem Gedächtnis anzufertigen. In dieser Zeit wurde er wie viele seiner Zeitgenossen von der japanischen Kunst stark beeinflusst.
Nach seiner Rückkehr nach Glasgow brachte ihn seine Freundschaften mit William York MacGregor schließlich in Kontakt mit den Glasgow Boys. Gemeinsam unternahmen sie sommerliche Malexkursionen an die schottische Küste und malten im Stil der Freilichtmalerei ländliche Szenen. 1883 stellte Crawhall Ölgemälde an der Royal Academy of Arts aus, spezialisierte sich aber bald auf Aquarell- und Pastellmalerei und stellte in seinen Werken vor allem Tiere, vornehmlich Vögel dar.
Von 1884 bis 1893 bereiste Crawhall Spanien und Marokko, wo er sich vor allem in Tanger aufhielt. Von diesen Reisen fertigte er zahlreiche Gemälde an. Von 1887 bis 1893 war er Mitglied der Royal Watercolour Society. 1894 konnte er in der Galerie von Alex Reid in Glasgow seine erste Ein-Mann-Ausstellung veranstalten. Ab 1898 lebte er auf dem Land in Yorkshire und beschäftigte sich dort auch mit Pferdezucht. 1909 wurde Crawhall in den New English Art Club aufgenommen. 1912 lieferte er wichtige Beiträge zu Abel Chapmans Werk Unerforschtes Spanien. Im gleichen Jahr wurde sein Werk durch eine Retrospektive in der W.B. Paterson’s Galerie gewürdigt. Bereits 1913 verstarb Crawhall in London.
Sein 100. Geburtstag wurde 1961 mit einer Ausstellung in der Reid-Galerie gefeiert. Die meisten seiner Arbeiten befinden sich heute in Glasgow in der Kelvingrove Art Gallery and Museum und in der Burrell Collection.